# Majdanpek
Majdanpek (em cirílico:Мајданпек; em romeno Maidan) é uma vila e um município da Sérvia localizada no distrito de Bor, na região de Timočka Krajina. A população do município era de 23703 habitantes e da vila era de 10071 habitantes segundo o censo de 2002.
Desde o início do século XVII, a cidade é conhecida por suas minas de cobre. Seu nome significa "mina do rio Pek (majdan, por influência do turco madän, "mina"). Majdanpek foi a primeira área de mineração de cobre da Europa. 
Ao longo da história, a mineração foi intensamente explorada por diferentes proprietários estrangeiros (checos, belgas, austríacos, franceses e alemães).
A produção das minas de Bor teve grande importância durante a II Guerra Mundial. Às vesperas do início da guerra, os alemães compraram 81,7% do capital da Associação Francesa das Minas de Bor, dada a importância decisiva do minério para a indústria de armamentos da Alemanha. Assim, em 1942 a administração da companhia foi transferida de Paris para Strasburgo e a empresa passou a chamar-se Bor Kupferbergwerke und Hiten Aktiengesellshaft (Companhia de Mineração e Fundição de Cobre de Bor). A mão de obra  para a produção era provida através do serviço de trabalho obrigatório e pela Organização Todt, empregando-se prisioneiros de guerra alojados em mais de trinta campos de trabalho e uma colônia penal, situados entre Bor e Žagubica. As minas de cobre de Bor, operadas pela Siemens e pela Organização Todt supriam 40% das necessidades de cobre da Alemanha.

Depois da guerra, graças à mineração e à metalurgia, essa parte da Sérvia viveu o período de maior desenvolvimento industrial e progresso social de sua história, verificando-se também um grande crescimento populacional em todo o distrito de Bor.
A cidade de Majdanpek também industrializou-se, no contexto de um programa de industrialização do governo da antiga Iugoslavia, e no final do século XX conheceu um período de intenso progresso, notadamente na mineração e metalurgia do cobre.
Majdanpek é a cidade natal de Dejan Petković, jogador de futebol que fez bastante sucesso no Brasil, a partir de 1997, quando foi contratado pelo Esporte Clube Vitória, ao Real Madrid. "Pet", como ficou carinhosamente conhecido pelos brasileiros, é considerado ídolo do Vitória e do Flamengo, e passou por diversos outros clubes do Brasil.

## Demografia
| 1948  | 1953  | 1961  | 1971  | 1981  | 1991   | 2002   |
| ----- | ----- | ----- | ----- | ----- | ------ | ------ |
| 1 919 | 2 244 | 3 746 | 8 065 | 9 489 | 11 760 | 10 071 |